# KSR-1

KSR-1

KSR-1（Korean Sounding Rocket-I）は大韓民国の韓国航空宇宙研究院によって開発された観測ロケット。

## 概要
韓国初の観測ロケットで、国産のNHK-1 白熊 地対空ミサイルのブースター1本（MIM-3 ナイキ・エイジャックスのブースターに相当）を流用した、無誘導の一段式固体燃料ロケット。1990年から開発が始まり、1993年6月4日と同年9月1日に打ち上げられた。それぞれ搭載された紫外線放射計で、朝鮮半島上空の成層圏のオゾン分布を垂直に計測した。150キログラムのペイロード性能があり、到達可能高度は75キロメートル。1993年に退役。

## 性能
- ペイロード: 150 キログラム
- 高度: 75 キロメートル
- 推力: 86 キロニュートン（8.8 tf）
- 重量: 1,200 キログラム
- 直径: 0.42 メートル
- 長さ: 6.7 メートル